# Tekoa
Tekoa è una città degli Stati Uniti d'America, situata nello Stato di Washington, nella Contea di Whitman.